# Cerococcus dumonti
Cerococcus dumonti är en insektsart som beskrevs av Albert Vayssière 1927. Cerococcus dumonti ingår i släktet Cerococcus och familjen Cerococcidae.
Artens utbredningsområde är Tunisien. Inga underarter finns listade i Catalogue of Life.